# Benrad
Benrad ist ein Gebiet innerhalb der Stadt Krefeld und eine ehemalige Landgemeinde. Es basiert auf einer alten Honschaft, deren Rodungsgebiet sich bis ins 11./12. Jahrhundert zurückverfolgen lässt. Benrad wurde mehrmals aufgeteilt; in dem seit dem 1. August 1929 zu Krefeld zählenden Teil wohnten 2012 etwa 14.500 Einwohner.

## Geographie
Im Nordwesten grenzt Benrad an Hüls im Norden und Osten an den Stadtteil Kempener Feld/Baackeshof, weiter im Osten an Dießem, im Südosten an Fischeln sowie im Südwesten an den Forstwald. Westlich liegt die Stadt Tönisvorst.

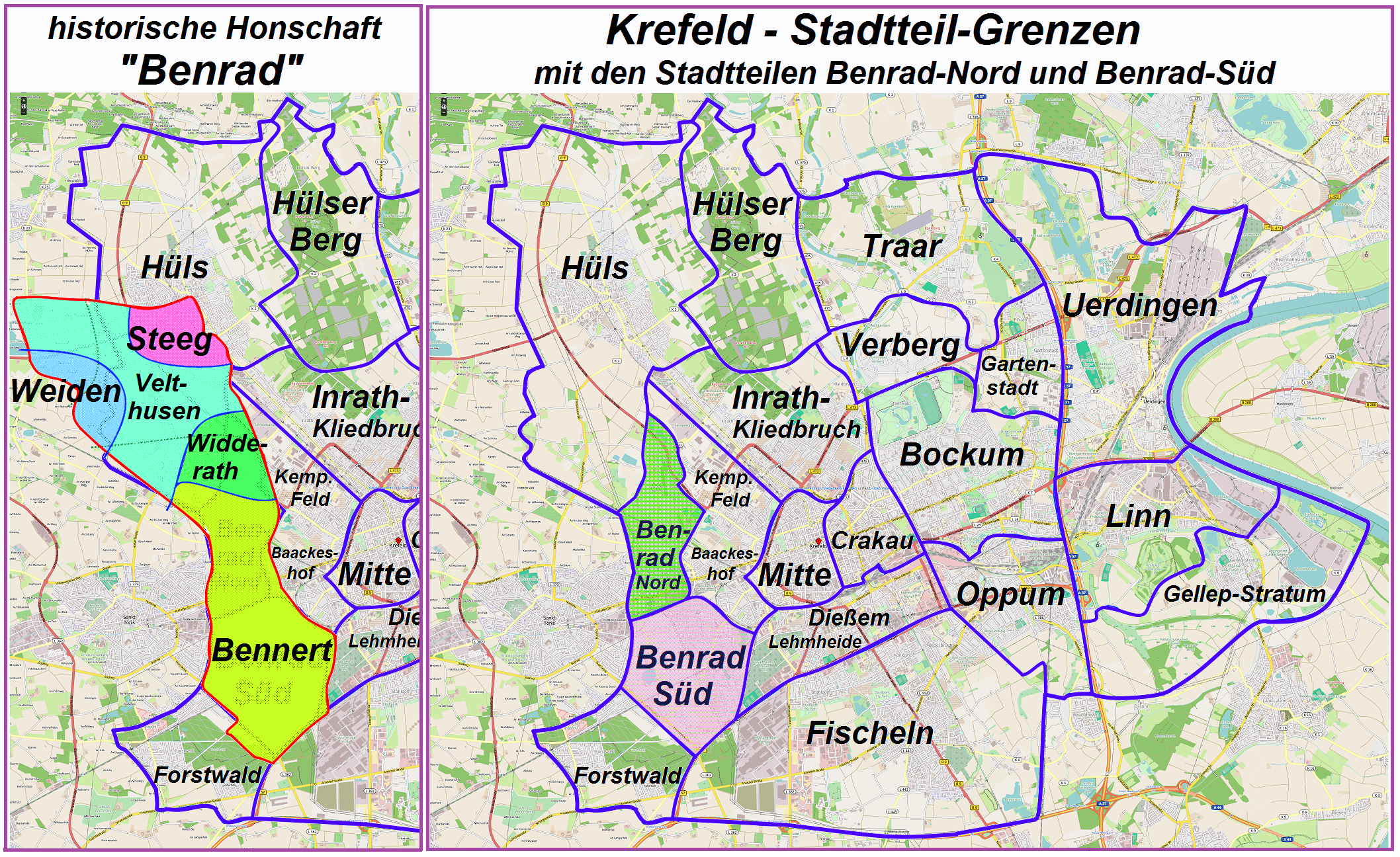
Links: Lage und Ausdehnung der Historischen Honschaft Benrad mit Bauerschaften. Rechts: Heutige Stadtteile Benrad-Süd und -Nord im Stadtgebiet von Krefeld

## Geschichte
Die heutigen Krefelder Stadtteile Benrad Nord und Benrad Süd zeigen nur einen Teil der Ausdehnung der historischen Honschaft Benrad.
Die alte Honschaft Benrad entstand als langgezogene Rodungsfläche (Binnenrode) wahrscheinlich im 11./12. Jahrhundert, die durch verstreut liegende Einzelhöfe besiedelt wurde. Die Honschaft zählte zu Kurköln und wurde vom kurkölnischen Amt Kempen verwaltet. Der umgebende Wald wurde als Allmende gemeinschaftlich genutzt, u. a. zur Schweinemast. Abgesehen von dinglichen Leistungen (Spanndienste, Folge zum Glockenschlag = Wehrdienst) und als Kurmud, Leibgewinn und Schatz zu leistende Zahlungen waren die Siedler relativ frei – um 1400 war bereits eine Siedlungsdichte erreicht, aus der sich in der Honschaft fünf Bauerschaften herausbildeten, die unterschiedlichen Kirchspielen zugehörig waren – von Nord nach Süd:
- Steeg: überwiegend zur Pfarre (Kirchspiel) der Herrlichkeit Hüls zählend
- Velthusen: überwiegend zum Kirchspiel Hüls, Teile zu St. Tönis zählend
- Weiden (Wyden): überwiegend dem Kirchspiel Kempen zugehörig
- Widderath: zum Kirchspiel St. Tönis zählend
- Bennert: der südlichste Teil; überwiegend zum Kirchspiel St. Tönis zählend
- außerdem gab es östlich vom heutigen Krefeld-Hüls ein zu Benrad gehöriges Bruchgelände im Kliedbruch

Im Jahre 1726 gab es im Osten einige Grenzkorrekturen, wodurch Randzonen zu Krefeld (zur Grafschaft Moers/Oranien gehörig) kamen. In preußischer Zeit erfolgte 1819 eine weitere Gebietsänderung; das Hauptgebiet von Benrad wurde mit Hüls zu einer gemeinsamen Bürgermeisterei zusammengelegt.
Eine Volkszählung ergab für das Jahr 1895 in der Gemeinde Benrad 1404 Personen, im Jahre 1928 waren es 1681 Personen.
Obwohl die meisten Einwohner von Benrad sich gegen eine Neuordnung aussprachen, wurden der südliche Teil der Gemeinde Benrad im Jahr 1929 nach Krefeld eingemeindet, der nördliche Teil kam nach Hüls, damals im Kreis Kempen, einige westliche Randzonen gingen an die Stadt Kempen bzw. nach St. Tönis.
Das war das Ende der historischen Honschaft Benrad. Die Bauerschaft Weiden kam überwiegend zu Kempen, die Bauerschaft Steeg und der größere Teil von Velthusen waren jetzt Teil von Hüls, Teile von Widderath kamen zu St. Tönis bzw. Krefeld, der komplette Süden – die Bauerschaft Bennert – kam zu Krefeld.
Im Zuge der Eingemeindung von Hüls nach Krefeld kamen 1975 auch die inzwischen zu Hüls gehörigen Bauerschaften Steeg und Velthusen zu Krefeld, allerdings nicht unter dem Oberbegriff „Benrad“ – diese Bezeichnung wird heute nur noch angewandt für einen Teil des ehemaligen Widderath und für die Bauerschaft Bennert, jetzt als Benrad Nord und Benrad Süd.
Im Zweiten Weltkrieg war in einem Ring um die westliche Grenze der Stadt Krefeld ein Flakregiment stationiert. Dessen Leitzentrale war im früheren Restaurant Weinbauer auf der Oberbenrader Str.

## Gliederung
Benrad umfasst zwei Krefelder Stadtteile, den Stadtteil Benrad-Nord und den Stadtteil Benrad-Süd.

### Benrad-Nord
Benrad-Nord hatte im Juni 2011 7.072 Einwohner. Es handelt sich nicht um einen homogenen Stadtteil. Im Norden ist der Stadtteil dicht mit Wohnsiedlungen bebaut, in der Mitte herrscht lockere Bebauung vor und im Süden liegt das Neubaugebiet Schicksbaum.

### Benrad-Süd
Benrad-Süd hatte im Juni 2011 7.274 Einwohner. Dieser Stadtteil besteht aus den Ortsteilen Gatherhof,  Lindental und Tackheide.
Der Ortsteil Lindental erstreckt sich westlich und östlich der Forstwaldstraße, die hier als eine Allee mit Lindenbäumen ausgeführt ist.
Der Name „Lindental“ lässt sich schon auf alten Landkarten des frühen 19. Jahrhunderts finden.
Insbesondere westlich der Forstwaldstraße befinden sich typische Siedlungshäuser einer „Gartenstadt“: Einfamilienhäuser mit großen Gärten, die früher (auch) der landwirtschaftlichen Selbstversorgung dienten. Größere Bereiche wurden 1938 durch die Firma Thyssen für Werksangehörige geplant und gebaut.